# Reprisal
Reprisal é uma série de televisão de drama americana que estreou no Hulu em 6 de dezembro de 2019. Em junho de 2020, a série foi cancelada após uma temporada.

## Premissa
Reprisal segue "uma implacável femme fatale que, depois de ser deixada para morrer, lidera uma campanha vingativa contra uma gangue bombástica de redutores de engrenagens".

## Elenco e personagens

### Principais
- Abigail Spencer como Katherine Harlow / Doris Quinn
- Rodrigo Santoro como Joel Kelly
- Mena Massoud como Ethan Hart
- Madison Davenport como Meredith Harlow
- David Dastmalchian como Johnson
- Rhys Wakefield como Matty
- Craig Tate como Earl
- Wavyy Jonez como Cordell
- Shane Callahan como Bru
- Rory Cochrane como Burt
- Lea DeLaria como Queenie
- Bethany Anne Lind como Molly Quinn / Grace
- Gilbert Owuor como Bash Brannigan

### Recorrente
- W. Earl Brown como Witt
- Ron Perlman como Big Graham
- Bill Sage como Jukes

## Produção

### Desenvolvimento
Em 18 de junho de 2018, foi anunciado que o Hulu havia feito um pedido piloto para a produção. O episódio foi escrito por Josh Corbin e dirigido por Jonathan Van Tulleken. Corbin também foi produtor executivo ao lado de Warren Littlefield e Barry Jossen. As produtoras envolvidas no piloto foram A+E Studios e The Littlefield Company. Em 11 de fevereiro de 2019, foi anunciado durante a turnê anual para a imprensa de inverno da Television Critics Association que o Hulu havia dado à produção um pedido de série. A série estreou em 6 de dezembro de 2019. Em 10 de junho de 2020, o Hulu cancelou a série após uma temporada.

### Elenco
Em agosto de 2018, foi anunciado que Abigail Spencer, Mena Massoud, David Dastmalchian e Rhys Wakefield haviam sido escalados para os papéis principais do piloto. Em 10 de julho de 2019, foi relatado que Craig Tate, Wavyy Jonez, Shane Callahan e Rory Cochrane foram escalados como regulares na série. Em 22 de julho de 2019, Lea DeLaria foi escalada para um papel recorrente.

### Filmagem
O episódio piloto foi filmado em Wilmington, Carolina do Norte, e o resto da primeira temporada também será filmado em Wilmington.

## Recepção
No Rotten Tomatoes, a série tem um índice de aprovação de 44% com uma classificação média de 7/10, com base em 16 avaliações. O consenso crítico do site diz: "Desempenhos sólidos e um ritmo rápido movem Reprisal, mas seu estilo sobre a abordagem de substância é tudo polpa, pouco suco." No Metacritic, tem uma pontuação média ponderada de 53 em 100, com base em 7 críticos, indicando "críticas mistas ou médias".